# Assar Gabrielsson
Assar Thorvald Nathanael Gabrielsson (1891. augusztus 13. – 1962. május 28.) svéd iparos, közgazdász, az SKF részlegvezetője és a Volvo társalapítója volt.

## Fiatalkora
Gabrielsson 1891. augusztus 13-án született Korsbergában, Skaraborg megyében, Svédországban. Az apja a Korsberga téglagyár igazgatója volt, később pedig a tibrói tejüzem melletti Spännefalla farm bérbeadója és hasznosítója lett, ahol tojásüzletet hozott létre. Assar Gabrielsson a család első gyermeke volt. Volt egy öt évvel fiatalabb testvére, Börje Gabrielsson, aki Assarral párhuzamosan harminc évig volt az Astra ügyvezetője. 1909-ben letette a diákvizsgát, majd 1911-ben diplomázott a Stockholm School of Economicson.
Assar Gabrielsson közgazdász diplomát szerzett, és az 1900-as évek elején az SKF csapágygyártó cégnél dolgozott értékesítési menedzserként Göteborgban. 1916-ban Björn Prytz alkalmazta az SKF csapágy vállalat értékesítési osztályán, majd 1922. június 20-án kinevezték a teljes SKF cégcsoport értékesítési vezetőjévé. Ezt a pozíciót egészen addig töltötte be, amíg meg nem alapították az új AB Volvo autóipari vállalatot, mint az SKF cégcsoporton belüli leányvállalatot, amely a másodvonalas csapágyak gyártása helyett autóipari technológia fejlesztésébe, és a Volvo autómárka felépítésébe kezdett.
1924 júniusában, amikor Assar Gabrielsson találkozott régi barátjával, Gustaf Larsonnal Stockholmban, és elmesélte neki egy új svéd autó gyártásának megkezdéséről alkotott terveit. Gustaf Larson 1917 és 1919 között szintén az SKF egyik részlegénél dolgozott, de újratalálkozásuk idejében már a stockholmi AB Galco céget erősítette. A találkozót követően, 1924 augusztusában megállapodást kötöttek a stockholmi Sturehof étteremben, amelyet több mint egy évvel később, 1925. december 16-án erősítettek meg írásos szerződés formájában is. Ennek értelmében Gustavnak egy új autó mérnöki munkáit, valamint egy komplett új gyártóüzem beruházási tervét kellett elvégeznie, de csak abban az esetben kapna jutalmat ezért a munkáért, ha a projekt jól sikerül, pontosabban legalább 100 autót legyártottak, és erre 1928. január 1-je előtt sor kerül. Assar maga vállalta ennek a magas kockázati projektnek a gazdasági terheit, Gustav pedig a legrosszabb esetben jutalom nélkül dolgozott volna a projekten, de a fizetését a stockholmi AB Galcotól továbbra is kapta volna. A tőke nagy része, amelyet Assar eredetileg a projekthez szándékozott felhasználni, valójában többletértékesítési jutalék volt, amelyet akkor takarított meg, amikor 1921 és 1922 között az SKF párizsi leányvállalatának ügyvezető igazgatója volt, és sikeresen növelte az SKF értékesítési volumenét a francia piacon.

## Vissza 1922-23-ba
Az eredeti ötlet, amelyet Assar bemutatott az SKF igazgatóságának, az volt, hogy az SKF vállalat keretein belül autógyártó üzemet indítsanak, ezáltal előnyökhöz jussanak a versenytársakkal szemben az autóipar számára gyártott innovatív csapágyak kifejlesztésével. Célja a csapágy értékesítési volumen növelése volt, de talán még ennél is erősebb motiváció volt a teljes svéd iparra - így az autógyártásra is - kiterjedő globális terjeszkedés víziója. Ezeket az ötleteket az SKF párizsi leányvállalatának ügyvezető igazgatójaként dolgozta ki 1921 és 1922 között, amikor felfedezte, hogy a versenytársak Európában sokat fektettek be a helyi autóipari vállalatokba, ezzel biztosítva értékesítéseik volumenét az olyan kulcsfontosságú ügyfeleik számára, mint az autógyárak.
Gabrielssonnak azonban nem sikerült meggyőznie az SKF igazgatótanácsát az elképzeléseiről, mivel az SKF cég vezetősége ragaszkodott az alaptevékenységként végzett csapágyak gyártáshoz, amely mellett nem volt hely egy autógyártó cég számára. Assar ezután úgy döntött, hogy saját finanszírozással megépít egy tíz járműből álló tesztsorozatot, majd később bemutatja az autót és a teljes beruházási tervet az SKF-nek. Assar biztos volt abban, hogy az SKF vezetősége kellő időben felismeri a lehetőséget, és jóvá fogja hagyni a terveit. A tervezés, a dokumentáció és a beruházás tervezése pontosan ugyanúgy zajlott, mintha az SKF keretein belül végezte volna el. Assart tervei megvalósításában az SKF ügyvezető igazgatója, Björn Prytz, azzal a kikötéssel, hogy ez a „magánprojektje” nem zavarhatta az SKF csapágy értékesítési menedzsereként végzett munkáját.
Az első tíz előszériás járművet, az ÖV 4 modellt Stockholmban, az AB Galcóban tervezték és szerelték össze Gustav Larson felügyelete mellett. Gustav Larson stockholmi magánlakásának egyik szobájában egy „tervezőirodát” létesítettek, amelyet gyakran „a Volvo első tervezőirodájának” neveznek. A tervezési munka 1924 őszén indult, és számos mérnök vett részt benne, köztük Jan G. Smith mérnök, aki 1924-ben tért vissza Amerikából, majd Henry Westerberg mérnök. A projekttel kapcsolatos összes számlát Assar nevére kérték, és Gustav Larsson sok saját maga által küldött megrendelésben is Assar Gabrielssonra hivatkozott, mint "garancia" arra, hogy a szállításokat ő személyesen fizeti ki. Ezek a részletek azt mutatják, hogy a Volvo autóprojektje kezdetben valódi magánprojekt volt.
Az első prototípus autó 1926 júniusában készült el. Assar és Gustav elvitték az első autót, és göröngyös utakon lehajtottak a göteborgi SKF-hez, hogy bemutassák azt.

## Megalakul az AB Volvo autóipari cég
A svédországi Hoforsban, 1926. augusztus 10-én tartott igazgatósági ülésen az SKF igazgatósága úgy döntött, hogy támogatja az autóipari projekt folytatását, és a régi Volvo AB leányvállalatot használja fel ehhez a projekthez. Az AB Volvo-t, amelyet először 1915-ben jegyeztek be Björn Prytz kezdeményezésére, eredetileg egy speciális golyóscsapágy-sorozathoz hozták létre az amerikai piacra, de a márkanév érdemi használatára soha nem került sor megelőzően. 1926. augusztus 12-én szerződés jött létre az SKF és az Assar között, amely kikötötte, hogy mind a tíz prototípus autót, mérnöki rajzokat, számításokat stb. át kell adni a Volvo AB-nek, cserébe az Assar visszakapja a prototípus autókra fordított magánbefektetéseit. Más szóval, Assar Gabrielsson eladta projektjét az SKF tulajdonában álló AB Volvónak.
Assar Gabrielsson otthagyta az SKF értékesítési vezetői posztját, és 1927. január 1-jén kinevezték az „új” Volvo AB elnökévé és ügyvezető igazgatójává. Gustav Larsont egyidejűleg kinevezték alelnöknek és műszaki menedzsernek, miután felhagyott a stockholmi AB Galcónál betöltött állásával.
A Stockholmban összeállított tíz prototípust soha nem adták el, kivéve egyet, a Volvo fotósának, Sven Sjöstedtnek. A többi ma is a Volvo Ipari Múzeumban tekinthető meg.

### Volvo – végre siker
Amikor Assar 1941-ben ünnepelte 50. születésnapját, átadták az 50.000. Volvo autót. Tíz év alatt gyártották le az első 25 000 darab autót, de csak négy évre volt szükség a következő 25 000 darab autóhoz. 1944–1945-ben, közvetlenül a második világháború befejezése után, bemutatták a „modern” családi autót, a PV444 -et, teljesen új dizájnnal, és az autó azonnali eladási sikert aratott a nemzetközi piacon.  A cég napjainkban szilárd talajon állt, és mind az autók, mind a teherautók gyártása gyorsan tudott növekedni.

## Az utolsó évek
Assar Gabrielsson 1956-ig töltötte be az AB Volvo ügyvezető igazgatói pozícióját és vett részt a vállalat mindennapjaiban, amikor a Volvo csoport igazgatótanácsának vezérigazgatója lett. Ezt a pozíciót 1962-ben bekövetkezett haláláig töltötte be.

## Kronológia
- 1891. augusztus 13-án született Korsbergában, Skaraborgs länben, Svédországban. Gabriel Nathanael Gabrielsson és Anna Helmina Larsson fia.
- 1911-ben szerzett bachelor fokozatot üzleti adminisztrációból a Stockholm School of Economics-ban (HHS).
- 1912–1916 A svéd parlament alsóházának kancelláriájánál gyorsíróként dolgozott.
- 1916 feleségül veszi Anna Theresia Andreassont.
- 1916–1920 A göteborgi SKF alkalmazottja az értékesítési osztályon.
- 1921–1922 az SKF párizsi leányvállalatának ügyvezető igazgatója, Franciaország.
- 1922–1926 az SKF vállalatcsoport értékesítési vezetője.
- 1926–1956 ügyvezető igazgató az AB Volvonál.
- 1947–1951 az Ipari Szervezetek Kongresszusának elnöke.
- 1956–1962 az AB Volvo igazgatótanácsának elnöke.

## Fordítás
- Ez a szócikk részben vagy egészben  az   Assar Gabrielsson című angol Wikipédia-szócikk ezen változatának fordításán alapul.  Az eredeti cikk szerkesztőit annak laptörténete sorolja fel. Ez a jelzés csupán a megfogalmazás eredetét és a szerzői jogokat jelzi, nem szolgál a cikkben szereplő információk forrásmegjelöléseként.